# Rama Estudiantil IEEE Universidad Distrital
La Rama IEEE de la Universidad Distrital Francisco José de Caldas es la primera asociación estudiantil colombiana afiliada al IEEE (Instituto de Ingenieros Eléctricos y Electrónicos, en inglés Institute of Electrical and Electronics Engineers). Tiene su sede en el salón 402 Edificio sabio caldas, de la Facultad de Ingeniería de la Universidad Distrital, el cual fue bautizado en 2001 como Sala Kirrmann ABB y está en funcionamiento ininterrumpido desde el 16 de octubre de 1962.
En la actualidad cuenta con 13 capítulos activos, y 14 capítulos en total, además cuenta con el grupo de afinidad Mujeres en Ingeniería WIE.

## Historia

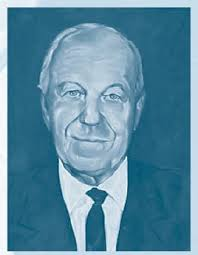
Retrato Kazys Gabriunas

La petición de establecer una Rama Estudiantil del IRE (Institute Radio Engineers) en la Universidad Distrital fue enviada el 12 de septiembre de 1962, gracias a la iniciativa del Profesor Kazys Gabriunas y del estudiante Fidel Francisco Rueda. La petición fue aprobada por el Consejo Ejecutivo del IRE el 16 de octubre de 1962 y la confirmación fue enviada al Decano de la Facultad el día 24 de octubre, por el director del IRE Emily Sirjane. Más tarde, con la fusión del IRE y el AIEE (American Institute of Electrical Engineers), la rama estudiantil quedó incluida en el actual IEEE.
El principal gestor de esta obra fue el profesor Kazys Gabriunas, nacido en Lituania en 1911, quién como primer profesor consejero, trabajó arduamente en la representación de la Rama, tanto en su parte administrativa como en su parte operativa, animando a los estudiantes, liderados por quien fue su primer presidente, el ahora ingeniero Marco G.V., a participar en las diversas actividades que se organizaban.
Al inicio de la década de 1980, el cierre de la Universidad Distrital llevó a los integrantes del Comité a llevar la academia fuera de las aulas, y continuar en funcionamiento, pese al cierre de la Universidad.
A lo largo de más de cincuenta años, la Rama ha trabajado directamente en la formación de nuevas Ramas Estudiantiles (UPTC de Sogamoso, Universidad El Bosque, Universidad Sur Colombiana USCO, Escuela Colombiana de Ingeniería, entre otras) y se ha mantenido vigente en el contexto del IEEE nacional y regional.

## Capítulos de la Rama
Los capítulos estudiantiles son la manera en la que se representa cada uno de los temas en los que la sociedad técnica IEEE trabaja. A lo largo de estos años, la Rama estudiantil de la Universidad Distrital Francisco José de Caldas ha tenido estudiantes que se han vinculado a los siguientes capítulos estudiantiles:
- Aerospace and Electronic Systems Society Chapter (Activo)
- Circuits and Systems Society Chapter (Activo)
- Communications Society Chapter (Inactivo)
- Computer Society Chapter
- Control System Society (Inactivo)
- Electron Devices Society Chapter (Inactivo)
- Engineering in Medicine and Biology Society Chapter (Activo)
- Geoscience and Remote Sensing Society Chapter
- Industry Applications Society Chapter (Inactivo)
- Power Electronics Society Chapter (Inactivo)
- Power & Energy Society Chapter (Activo)
- Robotics and Automation Society Chapter (Activo)
- Signal Processing Society Chapter (Inactivo)
- Computational Intelligence Society Chapter (Inactivo)

## Grupos de Afinidad

### Women in Engineering
WIE-UD es un grupo de afinidad que hace parte del voluntariado de IEEE, es un espacio donde hombres y mujeres trabajan para generar propuestas innovadoras que fomenten la participación de la mujer en la ciencia e ingeniería, por medio de proyectos sociales que buscan la humanización de la misma. WIE-UD tiene entre sus principales objetivos, contribuir a la construcción de una sociedad más equitativa, esto lo hace a través de su trabajo con la primera infancia, etapa que para el grupo constituye pieza fundamental para el desarrollo de personas íntegras, su ideal entonces es generar una atmósfera donde se transmitan mensajes de convivencia que promuevan el trabajo en equipo y la solución de problemas.
Las actividades que lleva a cabo este grupo de afinidad se clasifican en dos tipos de proyectos: Actividades TISP y actividades STAR

#### Actividades proyecto TISP (Teacher In-Service Program)
TISP es un programa que les brinda la oportunidad a aquellos voluntarios de IEEE que tengan la intención y capacidades de demostrar la aplicación de conceptos de ingeniería, ciencias y matemáticas a educadores y futuros universitarios. Para dar marcha a este proyecto, se realizan talleres en colegios por parte de los integrantes de WIE para ser presentados a estudiantes que cursa materias de nivel medio/vocacional con el objetivo de incentivar el estudio de las carreras enfocadas a las ciencias y la ingeniería. 

#### Actividades proyecto STAR (Student - Teacher and Research Engineer/Scientist)
STAR es un programa que se extiende en el ámbito académico, dado a la preocupación que existe al evidenciar que a una edad temprana las niñas no se ven animadas para estudiar carreras como matemáticas, ciencias e ingeniería; por esto con el programa se promueve la participación de los miembros IEEE en diferentes escuelas Este programa de extensión educativa promueve la participación de los miembros del IEEE con escuelas y secundarias locales con el fin de crear una imagen positiva de las carreras de ingeniería.

### Life Members
Dentro de los docentes de la universidad, la rama cuenta con el Ingeniero Julio Cesar García, Chair del Life Members Affinity Group a nivel nacional. Una particularidad de este grupo de afinidad es que sus miembros deben tener al menos 65 años de edad y haber sido miembro del IEEE o una de sus sociedades predecesoras por un período tal que la suma de su edad y sus años de pertenencia sea igual o mayor de 100 años.

## Últimos años
Durante los últimos años la rama ha sido organizadora de diferentes eventos de alcance internacional, entre los que se cuentan la Reunión Regional de Ramas (RRR), el Workshop on Engineering Applications (WEA), La olimpiada de circuitos eléctricos CAS, la Semana de control Automatización y Robótica (SCAR) , Robot al Parque, un concurso de robótica que inició en 2005 y que en el año 2015, fue premiado como caso de éxito a nivel nacional por IEEE Sección Colombia. El objetivo de este concurso es estimular el desarrollo de la robótica en Colombia, y sus voluntarios han participado en eventos tanto técnicos como no-técnicos de IEEE alrededor del mundo.

### Robot Al Parque

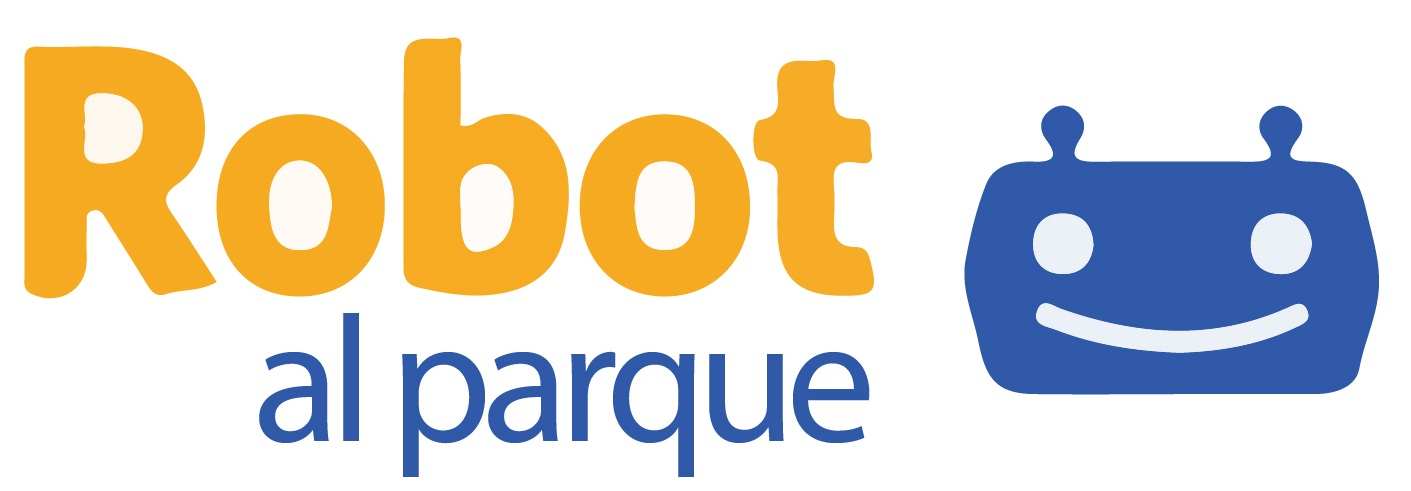
Logo Robot al Parque 2015

La rama IEEE de la universidad Francisco José de Caldas ha organizado durante nueve años consecutivos el evento Robot Al Parque en áreas de incentivar el conocimiento, creación y desarrollo de tecnologías en el contexto colombiano. En este evento, busca generar un impacto en la comunidad académica, en los participantes y en los asistentes sobre lo importante que es la investigación y el desarrollo tecnológico, a nivel robótico en Colombia. La Universidad Distrital Francisco José de Caldas logra en este evento mostrar el trabajo de sus estudiantes, no únicamente en el campo de la robótica sino en las áreas de logística resolución de problemas, entre otras.
Para el 2015, el objetivo general del evento es proveer a los estudiantes de educación básica y media, universitario, profesional, investigador y aficionados un espacio de divulgación de conocimientos y experiencias, que generen una cultura de trabajo y desarrollo en los proyectos de robótica a nivel nacional.
Mediante esta iniciativa, vista como un espacio de divulgación de conocimientos y experiencias, se busca incentivar a los participantes de cada una de las categorías, retándolos a conseguir los objetivos de la competencia; mediante el trabajo en equipo, el desarrollo de su creatividad e ingenio para despertar interés y estimular la investigación en el área de tecnología e informática.
Debido a la acogida y organización del evento en 2013, el capítulo de Sistemas de Control, recibió el Student Enterprise Award, por la organización del evento.

### Semillero de Investigación
Debido a la vocación investigativa de cada uno de los capítulos, la rama cuenta con un semillero de investigación vinculado al Centro de Investigación y Desarrollo Científico de la Universidad Distrital (CIDC). En este semillero, los estudiantes articulan sus proyectos de investigación, con el objetivo de desarrollar sus proyectos de grado de la mejor manera posible, siempre orientados por los profesores vinculados a la rama.
Este tipo de espacio permite la participación de los estudiantes en el desarrollo de proyectos de investigación de diferente índole, privilegiando la participación en el diagnóstico de la realidad social, fortaleciendo las capacidades investigativas para la toma de decisiones y promoviendo a jóvenes con capacidad de investigación.

## Premios y reconocimientos
Los siguientes son los premios más sobresalientes brindados a la Rama Estudiantil IEEE de la Universidad Distrital:
- Primer lugar a nivel nacional, en el concurso de sitios web del IEEE en los años 1998, 1999, 2000 y 2001.
- Clasificar entre los 20 primeros lugares en el concurso de la Computer Society en el año 2000.
- Segundo lugar en el Student Paper Contest de IEEE de Latinoamérica en el año 2001.
- Primer lugar latino americano y el segundo lugar mundial en el concurso internacional de sitios web del IEEE en el año 2001.
- Ganadores del Premio Anual a Rama Estudiantil Ejemplar (2002).
- Reconocimiento a Mejor Presidente de Rama Estudiantil a Víctor Nieto (2002).
- Primer y Tercer lugar en el Student Paper Contest de IEEE de Latinoamérica en el año 2003.
- Segundo Puesto a Mejor Asociación Nacional Estudiantil, premio otorgado por la Asociación de Líderes en la U de la Presidencia de la República de Colombia (2004).
- Figurar entre los 25 mejores trabajos en la Competencia Internacional de Diseño Computer Society (2005).
- Aprobación del IEEE Mundial al proyecto de CENTRO DE EXCELENCIA (2006).
- Primer lugar latino americano en el concurso internacional de sitios web del IEEE en el año 2006.
- Ganadora de la beca Richard E. Merwin a Diego Nieto líder del capítulo de Computer y miembro activo de nuestra Rama 2006.
- Ganadora del Primer Lugar Concurso Nacional de Robótica IEEE 2006.
- Primer lugar latino americano en el concurso internacional de sitios web del IEEE en el año 2007.
- Ganadora del Primer y Segundo Lugar y Mejor diseño Concurso Nacional de Robótica IEEE 2007.
- Ganadora Segundo lugar como Rama más Grande en IEEE Sección Colombia (2007).
- Primer lugar en el Student Paper Contest de IEEE Latinoamérica en el año 2008, con el trabajo "Implementing a Simple Microcontroller-Based Interval Type-2 Fuzzy Processor" desarrollado por Jefrey Bulla y Miguel Melgarejo.
- Ganadora Primer lugar como Rama Ejemplar en IEEE Sección Colombia (2008).
- Ganadora Primer lugar como Miembro Estudiantil Ejemplar a Alejandro Rincón Linares en IEEE Sección Colombia (2008).
- Mención de Reconocimiento por parte de la Comisión Segunda Constitucional Permanente, al Capítulo Estudiantil de Ingeniería en Medicina y Biología, por sus aportes al desarrollo de la Bioingeniería en el país. (2008)
- Tercer puesto a nivel Latinoamérica en el Website Contest (2008).
- Primer puesto a nivel Latinoamérica en el Website Contest (2009).
- Rama con mayor cantidad de miembros en Colombia. (2010, 2011)
- Nominación a Jessica Chivatá, como Voluntario Estudiantil Ejemplar de Sección Colombia.(2011)
- Ganadora Casos de Éxito RNR Manizales 2011: Estrategia de Desarrollo de Membresía IEEE-UD Universidad Distrital Francisco José de Caldas.(2011)
- Primer Puesto Caso de Éxito Reunión Regional de Ramas San juan Argentina 2012.
- Winner of the silver medal in the IEEE Darel Chong Student Activites Adwards 2012-2013 otorgado por Region 9 y MGA student Activites.
- Ganadores Al premio Rama Ejemplar otorgado por Región 9 Años 2012-2013.
- Reconocimiento por el cumplimiento de los 50 Años de la rama otorgado por Region 9 (2012).
- Student Enterprise Award, Concedido al Capítulo de Sistemas de Control por la organización de Robot al parque (2013).
- Segundo puesto a nivel Latinoamérica en el Website Contest (2014).
- Cuarto puesto a Nivel Mundial en el Global Website Contest (2014).
- Segundo puesto Caso de éxito Reunión Nacional de Ramas, Bucaramanga (2014).
- Segundo puesto Concurso de Ética Reunión Nacional de Ramas, Bucaramanga (2014).
- Primer puesto Caso de éxito Reunión Nacional de Ramas, Bogotá (2015).
- Segundo Puesto a nivel regional en el TISP Contest IEEE R9. (2015).
- Tercer Puesto a nivel regional en el Concurso Regional de Videos IEEE R9. (2015).
- Segundo Puesto SelfIEEE Contest. (2015).
- Segundo puesto Caso de éxito Reunión Regional de Ramas, Guatemala (2015).
- Primer puesto concurso regional de desarrollo de membresias. (2015).
- Rama Ejemplar Region 9 2016, por sus actividades en 2015.
- Rama Ejemplar Sección Colombia 2017, por sus actividades en 2016.
- 2017 Silver Darrel Chong Award, por la organización del Congreso Internacional de Ciencias de la Tierra y Percepción Remota.
- Primer Puesto Caso de Éxito R9 2017: IAS Student Chapter, Premio recibido en conjunto con la Rama IEEE de la Universidad El Bosque.
- Primer Puesto Caso de Éxito Sección Colombia: Logística y Planeación de eventos u obtención de recursos 2017. Premio recibido en conjunto con la Rama IEEE de la Universidad Tecnológica de Bolívar y la Universidad Nacional de Colombia.
- Primer puesto en el Web Page R9 Contest 2018.
- Rama Ejemplar Region 9 2019, por sus actividades en 2018.